# 데이비드 핀치
데이비드 핀치(영어: David Finch, 1948년 6월 12일 ~ )는 캐나다 출신의 만화가이다.
아내인 메러디스 핀치도 만화가로 활동하고 있다. 2014년 《원더우먼》에서는 공동작업을 하기도 했다.